# Omega
Omega (st.gr. ὦ μέγα, nw.gr. ωμέγα, pisana Ωω) – dwudziesta czwarta, ostatnia litera współczesnego alfabetu greckiego. W dawnym greckim systemie liczbowym oznaczała liczbę 800. Stosowano ją również w antycznej greckiej notacji muzycznej.
Nazwa tej litery oznacza dosłownie „o” wielkie (mega = duży, wielki) w odróżnieniu od „ο” małego, czyli omikron. Nazwy obydwu liter są pochodzenia bizantyjskiego. Starożytni Grecy nazywali omegę po prostu „o”, zaś nazwę omikron wymawiali „ou”. Kształt majuskuły, czyli wielkiej litery omega jest formą okręgu otwartego u dołu z zawiniętymi końcami (czasem kanciasto, czasem okrągło). Bywa też zapisywana w formie pełnego okręgu z szeroką kreską u dołu. Minuskuła, czyli mała litera wykształciła się z podwójnej małej litery „ο”, która uzyskała z czasem otwarcie od góry.
Ponieważ omega jest samogłoską, w jej zapisie czasem pojawia się również akcent. We współczesnym języku nowogreckim jest to akcent tonos, czyli akcent wyrazowy. Zapisuje się go ukośną kreseczką przechyloną w prawo ponad małą literą (ώ) lub przed dużą (Ώ). W językach starogreckich występowały również inne akcenty i ich kombinacje.
W notacji Braille’a mała litera omega jest reprezentowana jest jako . Duża litera poprzedzona jest dodatkowym znakiem kapitały . Mała omega z akcentem tonos to , zaś duża to złożenie wszystkich tych trzech znaków .
Małą literę omega łatwo pomylić ze znakiem „ϖ”, który jest jedną z form zapisu małej litery „π” (pi), rzadko, ale wciąż stosowaną.

## Język nowogrecki
Literą omega zapisuje się samogłoskę, wymawianą jak długie otwarte „o” [ɔ:] (podobne jak polskie „o”), jak w wyrazie ωριμάζο [orim’azo] = dojrzewam. Nazwę tej litery zapisuje się jako ωμέγα [om’ega]. Jej wymowa nie różni się niczym od wymowy greckiej litery „ο” omikron, a zastosowanie jest wyłącznie wynikiem tradycji ujętej w reguły ortografii.

## Omega w religii, kulturze i tradycji

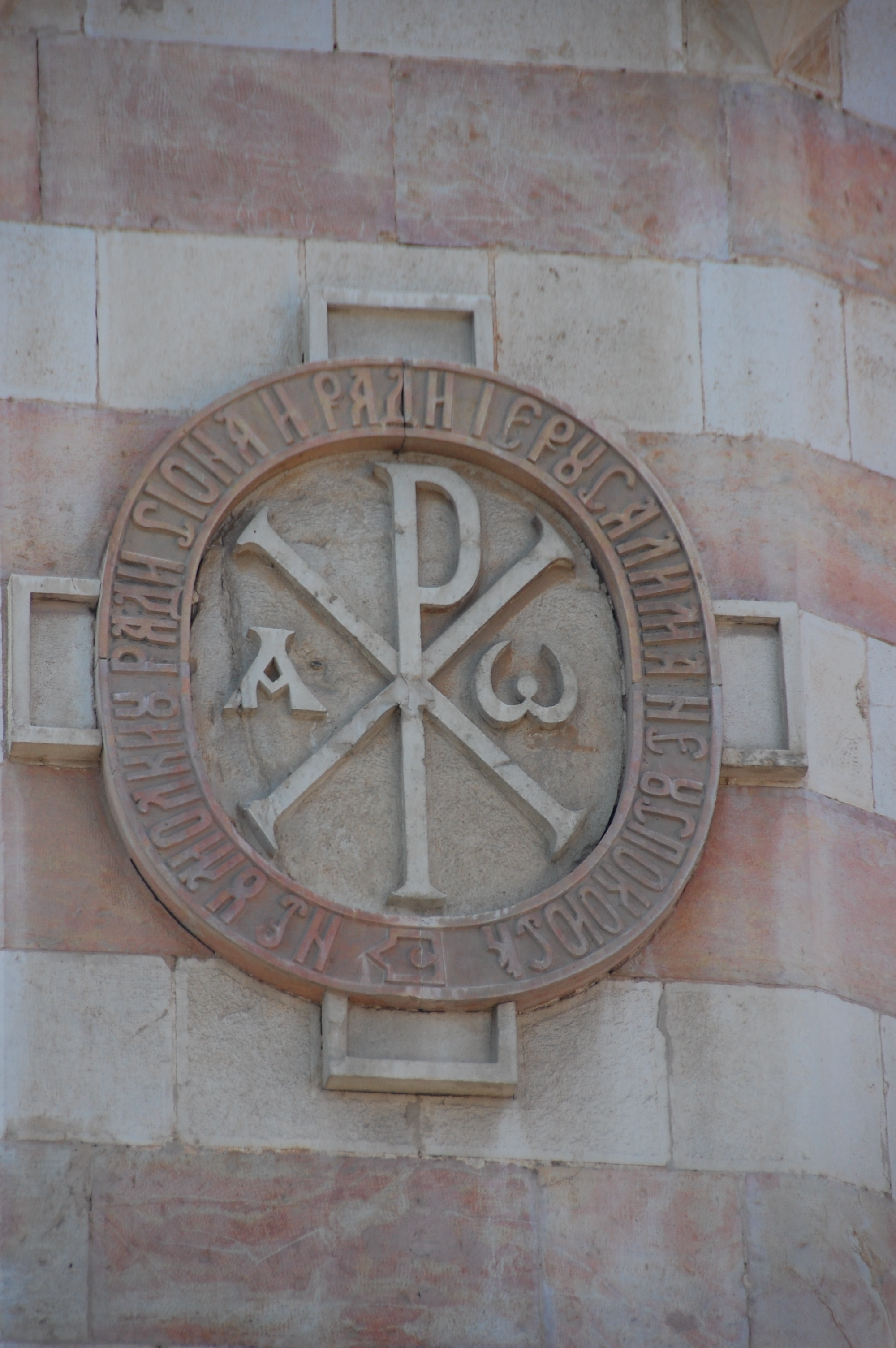
Litery alfa i omega w symbolice religijnej

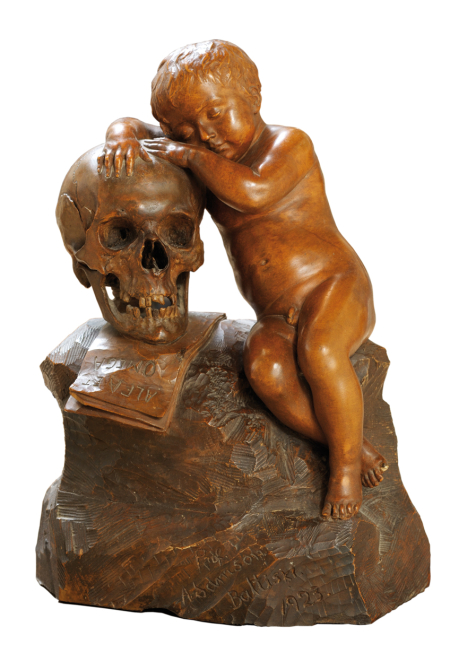
Amandus Adamson Alfa i omega

Symbol komiksowego gangu Omega

Prędkość kątowa jest wielkością wektorową ω, której kierunek pokrywa się z osią obrotu, a zwrot jest zgodny z regułą śruby prawoskrętnej

Symbolika omegi wiąże się z tym, że jest ostatnią literą alfabetu, stąd utożsamiana jest z końcem ostatecznym – zenitem rozwoju, naturalnym końcem historii, życia czy postępu, definitywnym kresem każdego zjawiska lub spełnieniem się czegoś. W tym kontekście jest też symbolem Boga jako początkiem, a zarazem końcem wszelkiego stworzenia: alfą i omegą. Przywołuje ją m.in. św. Jan w Apokalipsie.

### Odnośniki
- Omega – węgierska rockowa grupa muzyczna, która debiutowała w 1962 r.
- Człowiek Omega – film w reż. Borisa Sagala z 1971 r.
- The Omega Directive – tytuł 21. odcinka 4. sezonu serialu Star Trek: Voyager
- Omega Gang – grupa nastoletnich mutantów i wrogów głównego bohatera w serii komiksów X-Men

### Marki
- Omega – nazwa renomowanej szwajcarskiej firmy produkującej zegarki i urządzenia precyzyjne
- Opel Omega – marka samochodu, która miała swoją premierę w 1986 r.

## Użycie jako symbolu

### Ω
- symbol jednostki om opisującej wielkość rezystancję w układzie SI
- w fizyce to oznaczenie jednego z rodzajów barionów – cząstki omega
- w żeglarstwie to symbol sportowego jachtu klasy Omega, a także jeden z typów szakli
- w rachunku prawdopodobieństwa to przestrzeń zdarzeń elementarnych
- Ωm w kosmologii to gęstość Wszechświata w stosunku do jego gęstości krytycznej
- w matematyce zbiór możliwych kombinacji określonych elementów w danych warunkach
- w matematyce stała Omega jest zdefiniowana jako rozwiązanie równania xex = 1; Ω ≈ 0,57
- w mechanice nieba to długość węzła wstępującego będąca jednym z parametrów orbity opisywanego ciała
- w analizie matematycznej do opisu asymptotycznego tempa wzrostu stosuje się m.in. tzw. „notację Ω”
- w biblistyce symbolem Ω oznacza się kodeks Athos Dionysius pochodzący z IX w.
- w grze God of War jest to symbol Kratosa.

### ω
- w technice symbol częstości kołowej,
- w rachunku prawdopodobieństwa pojedyncze zdarzenie elementarne,
- w teorii mnogości, najmniejsza nieskończona liczba porządkowa, pierwsza niezerowa graniczna liczba porządkowa, zbiór liczb naturalnych,
- w fizyce symbol prędkości kątowej, tzw. wektor ω,
- w fizyce to oznaczenie jednego z mezonów – mezonu ω
- w astronomii to 24 gwiazda w danej konstelacji według oznaczenia Bayera
- w mechanice nieba to argument perycentrum będący jednym z parametrów orbity opisywanego ciała
- analizie matematycznej do opisu asymptotycznego tempa wzrostu stosuje się m.in. tzw. „notację ω”
- w mechanice kwantowej {\displaystyle \omega _{P}} to pulsacja Plancka
- w chemii lokant ω oznacza ostatnią pozycję w długim łańcuchu atomów[4]; dla nienasyconych kwasów tłuszczowych wykorzystuje się tę notację dla określenia odległości wiązania podwójnego od końca łańcucha, np. kwasy tłuszczowe ω-3 oznacza, że najdalej położone wiązanie podwójne położone jest przy trzecim od końca atomie węgla (w biochemii spotyka się też zapis ω3[5]).

### Omega
- w socjologii i etologii „osobnikiem omega” nazywa się najniższego pozycją członka hierachicznej społeczności
- w teoriach kosmologicznych (w szczególności u Pierre’a Teilharda de Chardin) „punkt Omega” to ostateczność, kres ewolucji do którego zmierza Wszechświat
- „Omega” była kryptonimem tajnej organizacji Ojczyzna działającej w latach 1939–1945 na polskich terenach włączonych do III Rzeszy
- w nawigacji, głównie morskiej, nazwa Omega odnosi się do jednego ze starszych systemów radionawigacji uruchomionego w latach 70. XX w.
- Mgławica Omega to jeden z obiektów astronomicznych znajdujących się w gwiazdozbiorze Strzelca
- szachy Omega(inne języki) to specjalna wersja tej gry zaprojektowana przez Daniela MacDonalda, oparta na planszy 10×10 pól

## Typografia

Omega (od lewej krój bezszeryfowy i szeryfowy)

Różne stylizacje litery omega.
|  |  |  |  |
|  |  |  |  |
|  |  |  |  |
|  |  |  |  |

## Omega w informatyce

Jedna z modyfikacji omegi

Standard ASCII nie obejmuje form litery omega. W środowisku systemu Microsoft Windows omega jest obecna na stronie kodowej Windows-1253 dla języka nowogreckiego. Formy omegi zawiera również strona kodowa ISO 8859-7 pod tymi samymi numerami. Żadna z tych stron kodowych nie zawiera form litery omega ze znakami akcentów i przydechów używanych w dawnym, politonicznym zapisie języka greckiego.
Zestaw form omegi z akcentami politonicznymi zawierają jednak tylko niektóre, specjalne fonty, jak np. Arial Unicode MS, Palatino Linotype, Tahoma, Athena, Code2000, Gentium, Georgia Greek, Asteria lub te z grupy DejaVu. Ich wpisywanie z klawiatury wymaga w systemie Windows zmiany układu klawiatury na „Greek Polytonic”.
| Znak                                                                     | Zastosowanie                                                             | Encje w HTML | Encje w HTML | Unicode | Windows-1253 | ISO 8859-7 | UTF-8    | CP869 |
| ------------------------------------------------------------------------ | ------------------------------------------------------------------------ | ------------ | ------------ | ------- | ------------ | ---------- | -------- | ----- |
| Ω                                                                        | Staro- i nowogrecka majuskuła litery omega                               | &Omega;      | &#0937;      | U+03A9  | 0xD9         | 0xD9       | ce a9    |       |
| ω                                                                        | Staro- i nowogrecka minuskuła litery omega                               | &omega;      | &#0969;      | U+03C9  | 0xF9         | 0xF9       | cf 89    |       |
| Ώ                                                                        | Nowogrecka majuskuła litery omega z tonos (akcent wyrazowy)              | &#0911;      | &#0911;      | U+038C  | 0xBF         | 0xBF       | ce 8f    |       |
| ώ                                                                        | Nowogrecka minuskuła litery omega z tonos                                | &#0974;      | &#0974;      | U+03CE  | 0xFE         | 0xFE       | cf 8e    |       |
| Litera omega ze znakami akcentów i przydechów nie używanymi współcześnie |                                                                          |              |              |         |              |            |          |       |
| Ὠ                                                                        | Starogrecka majuskuła litery omega z psili (przydechem słabym)           | &#8040;      | &#8040;      | U+16F8  | –            | –          | e1 bd a8 |       |
| ὠ                                                                        | Starogrecka minuskuła litery omega z psili                               | &#8032;      | &#8032;      | U+16F0  | –            | –          | e1 bd a0 |       |
| Ὡ                                                                        | Starogrecka majuskuła litery omega z dasją (przydechem mocnym)           | &#8041;      | &#8041;      | U+16F9  | –            | –          | e1 bd a9 |       |
| ὡ                                                                        | Starogrecka minuskuła litery omega z dasją                               | &#8033;      | &#8033;      | U+16F1  | –            | –          | e1 bd a1 |       |
| Ὼ                                                                        | Starogrecka majuskuła litery omega z varia (akcent gravis)               | &#8186;      | &#8186;      | U+1FFA  | –            | –          | e1 bf ba |       |
| ὼ                                                                        | Starogrecka minuskuła litery omega z varia                               | &#8060;      | &#8060;      | U+1F7C  | –            | –          | e1 bd bc |       |
| Ώ                                                                        | Starogrecka majuskuła litery omega z oxia (akcent acutus)                | &#8187;      | &#8187;      | U+1FFB  | –            | –          | e1 bf bb |       |
| ώ                                                                        | Starogrecka minuskuła litery omega z oxia                                | &#8061;      | &#8061;      | U+1F7D  | –            | –          | e1 bd bd |       |
| ῳ                                                                        | Starogrecka minuskuła litery omega z ipogegramenos                       | &#8179;      | &#8179;      | U+1FF3  | –            | –          | e1 bf b3 |       |
| ῼ                                                                        | Starogrecka majuskuła litery omega z prosgeramenos                       | &#8188;      | &#8188;      | U+1FFC  | –            | –          | e1 bf bc |       |
| ῶ                                                                        | Starogrecka minuskuła litery omega z perispomenos (akcent circumflexus)  | &#8182;      | &#8182;      | U+1FF6  | –            | –          | e1 bf b6 |       |
| Ὢ                                                                        | Starogrecka majuskuła litery omega z pisili i varia                      | &#8042;      | &#8042;      | U+16FA  | –            | –          | e1 bd aa |       |
| ὢ                                                                        | Starogrecka minuskuła litery omega z pisili i varia                      | &#8034;      | &#8034;      | U+16F2  | –            | –          | e1 bd a2 |       |
| Ὣ                                                                        | Starogrecka majuskuła litery omega z dasia i varia                       | &#8043;      | &#8043;      | U+16FB  | –            | –          | e1 bd ab |       |
| ὣ                                                                        | Starogrecka minuskuła litery omega z dasia i varia                       | &#8035;      | &#8035;      | U+16F3  | –            | –          | e1 bd a3 |       |
| Ὤ                                                                        | Starogrecka majuskuła litery omega z psili i oxia                        | &#8044;      | &#8044;      | U+16FC  | –            | –          | e1 bd ac |       |
| ὤ                                                                        | Starogrecka minuskuła litery omega z psili i oxia                        | &#8036;      | &#8036;      | U+16F4  | –            | –          | e1 bd a4 |       |
| Ὥ                                                                        | Starogrecka majuskuła litery omega z dasia i oxia                        | &#8045;      | &#8045;      | U+16FD  | –            | –          | e1 bd ad |       |
| ὥ                                                                        | Starogrecka minuskuła litery omega z dasia i oxia                        | &#8037;      | &#8037;      | U+16F5  | –            | –          | e1 bd a5 |       |
| Ὦ                                                                        | Starogrecka majuskuła litery omega z psili i perispomenos                | &#8046;      | &#8046;      | U+16FE  | –            | –          | e1 bd ae |       |
| ὦ                                                                        | Starogrecka minuskuła litery omega z psili i perispomenos                | &#8038;      | &#8038;      | U+16F6  | –            | –          | e1 bd a6 |       |
| Ὧ                                                                        | Starogrecka majuskuła litery omega z dasia i perispomenos                | &#8047;      | &#8047;      | U+16FF  | –            | –          | e1 bd af |       |
| ὧ                                                                        | Starogrecka minuskuła litery omega z dasia i perispomenos                | &#8039;      | &#8039;      | U+16F7  | –            | –          | e1 bd a7 |       |
| ᾨ                                                                        | Starogrecka majuskuła litery omega z prosgeramenos i psili               | &#8104;      | &#8104;      | U+1FA8  | –            | –          | e1 be a8 |       |
| ᾠ                                                                        | Starogrecka minuskuła litery omega z ipogegramenos i psili               | &#8096;      | &#8096;      | U+1FA0  | –            | –          | e1 be a0 |       |
| ᾩ                                                                        | Starogrecka majuskuła litery omega z prosgeramenos i dasia               | &#8105;      | &#8105;      | U+1FA9  | –            | –          | e1 be a9 |       |
| ᾡ                                                                        | Starogrecka minuskuła litery omega z ipogegramenos i dasia               | &#8097;      | &#8097;      | U+1FA1  | –            | –          | e1 be a1 |       |
| ᾪ                                                                        | Starogrecka majuskuła litery omega z prosgeramenos, psili i varia        | &#8106;      | &#8106;      | U+1FAA  | –            | –          | e1 be aa |       |
| ᾢ                                                                        | Starogrecka minuskuła litery omega z ipogegramenos, psili i varia        | &#8098;      | &#8098;      | U+1FA2  | –            | –          | e1 be a2 |       |
| ᾫ                                                                        | Starogrecka majuskuła litery omega z prosgeramenos, dasia i varia        | &#8107;      | &#8107;      | U+1FAB  | –            | –          | e1 be ab |       |
| ᾣ                                                                        | Starogrecka minuskuła litery omega z ipogegramenos, dasia i varia        | &#8099;      | &#8099;      | U+1FA3  | –            | –          | e1 be a3 |       |
| ᾬ                                                                        | Starogrecka majuskuła litery omega z prosgeramenos, psili i oxia         | &#8108;      | &#8108;      | U+1FAC  | –            | –          | e1 be ac |       |
| ᾤ                                                                        | Starogrecka minuskuła litery omega z ipogegramenos, psili i oxia         | &#8100;      | &#8100;      | U+1FA4  | –            | –          | e1 be a4 |       |
| ᾭ                                                                        | Starogrecka majuskuła litery omega z prosgeramenos, dasia i oxia         | &#8109;      | &#8109;      | U+1FAD  | –            | –          | e1 be ad |       |
| ᾥ                                                                        | Starogrecka minuskuła litery omega z ipogegramenos, dasia i oxia         | &#8101;      | &#8101;      | U+1FA5  | –            | –          | e1 be a5 |       |
| ᾮ                                                                        | Starogrecka majuskuła litery omega z prosgeramenos, perispomenos i psili | &#8110;      | &#8110;      | U+1FAE  | –            | –          | e1 be ae |       |
| ᾦ                                                                        | Starogrecka minuskuła litery omega z ipogegramenos, perispomenos i psili | &#8102;      | &#8102;      | U+1FA6  | –            | –          | e1 be a6 |       |
| ᾯ                                                                        | Starogrecka majuskuła litery omega z prosgeramenos, perispomenos i dasia | &#8111;      | &#8111;      | U+1FAF  | –            | –          | e1 be af |       |
| ᾧ                                                                        | Starogrecka minuskuła litery omega z ipogegramenos, perispomenos i dasia | &#8103;      | &#8103;      | U+1FA7  | –            | –          | e1 be a7 |       |
| Inne znaki omega                                                         |                                                                          |              |              |         |              |            |          |       |
| ⍵                                                                        | APL functional symbol omega                                              | &#9077;      | &#9077;      | U+2375  | –            | –          | e2 8d b5 |       |
| ⍹                                                                        | APL functional symbol omega underbar                                     | &#9081;      | &#9081;      | U+2379  | –            | –          | e2 8d b9 |       |
| ɷ                                                                        | Minuskuła zamkniętej łacińskiej omegi                                    | &#631;       | &#631;       | U+0277  | –            | –          | c9 b7    |       |
| Ω                                                                        | Symbol jednostki om                                                      | &#8486;      | &#8486;      | U+2126  | –            | –          | e2 84 a6 |       |
| ㏀                                                                       | Symbol jednostki kiloom                                                  | &#13248;     | &#13248;     | U+33C0  | –            | –          |          |       |
| ㏁                                                                       | Symbol jednostki megaom                                                  | &#13249;     | &#13249;     | U+33C1  | –            | –          |          |       |
| ℧                                                                        | Symbol jednostki simens                                                  | &#8487;      | &#8487;      | U+2127  | –            | –          | e2 84 a7 |       |

Ponadto litera omega jest reprezentowana w Unicode pod innymi numerami, które jak dotąd nie zostały zaimplementowane w żadnym z dostępnych fontów:
- U+1D6C0 – matematyczna Ω wytłuszczona
- U+1D6DA – matematyczna ω wytłuszczona
- U+1D6FA – matematyczna Ω pochyła
- U+1D714 – matematyczna ω pochyła
- U+1D734 – matematyczna Ω wytłuszczona i pochyła
- U+1D74E – matematyczna ω wytłuszczona i pochyła
- U+1D76E – matematyczna Ω wytłuszczona, bezszeryfowa
- U+1D788 – matematyczna ω wytłuszczona, bezszeryfowa
- U+1D7A8 – matematyczna Ω wytłuszczona i pochyła, bezszeryfowa
- U+1D7C2 – matematyczna ω wytłuszczona i pochyła, bezszeryfowa
- U+1D200 – Ω obrócona w prawo, symbol 1 w greckiej wokalnej notacji muzycznej
- U+1D206 – ω obrócona w lewo, symbol 7 w greckiej wokalnej notacji muzycznej
- U+1D21D – Ω obrócona w lewo, symbol 1 w greckiej instrumentalnej notacji muzycznej
- U+1D221 – ω obrócona w prawo, symbol 7 w greckiej instrumentalnej notacji muzycznej
- U+1D222 – ω prosto, symbol 8 w greckiej instrumentalnej notacji muzycznej

W LaTeX-u używa się znacznika:
| Znak                    | LaTeX  |
| ----------------------- | ------ |
| {\displaystyle \Omega } | \Omega |
| {\displaystyle \omega } | \omega |